# Mathys Rondel
Mathys Rondel (* 23. September 2003) ist ein französischer Radrennfahrer.

## Sportlicher Werdegang
Seine sportliche Laufbahn begann Rondel beim Inlineskaten und Eisschnelllauf, wo er seinem Vater folgte und Mitglied der Nationalmannschaft war. Zum Radsport kam er erst im Alter von 17 Jahren, als ihm das Rundendrehen auf der Bahn zu langweilig wurde.
Mit dem Wechsel in die U23 wurde Rondel 2022 Mitglied im französischen Verein VC Pays de Loudéac. Bei der Ronde de l’Isard gewann er die Punktewertung und war als Siebter der bestplatzierte Fahrer aus einem Verein. Zur Saison 2023 wurde er Mitglied im Tudor Pro Cycling Team U23. Wertvollste Resultate in der ersten Saison waren mit dem Team der zweite Gesamtrang bei der Tour Alsace sowie der sechste Gesamtrang bei der Tour de l’Avenir mit der U23-Nationalmannschaft. Seinen ersten Sieg bei einem internationalen Rennen erzielte er 2024 beim Orlen Nations Grand Prix, als er die Bergankunft der zweiten Etappe gewann und damit den Grundstein für den Gewinn der Gesamtwertung legte. Zuvor kam er bei Einsätzen für das UCI ProTeam auf einen 12. Platz bei der Settimana Internazionale Coppi e Bartali und einen 11. Platz bei der Tour of the Alps. Den Giro Next Gen beendete er als Vierter der Gesamtwertung.
Nach seinen Ergebnissen wurde Rondel noch in der laufenden Saison 2024 in das Tudor Pro Cycling Team übernommen.

## Erfolge
2021
- eine Etappe Giro della Lunigiana

2023
- Nachwuchswertung Tour Alsace

2024
- Gesamtwertung und eine Etappe Orlen Nations Grand Prix